# مقاطعة أوكتيبها (ميسيسيبي)
مقاطعة أوكتيبها هي مقاطعة في مسيسيبي، بلغ عدد سكانها 47٬671  نسمة، في 2010، عاصمتها ستاركفيل، تبلغ مساحتها 1٬196 كيلومتر مربع.

## الموقع
تشترك في الحدود مع:
- مقاطعة كلاي
- مقاطعة وينستون (ميسيسيبي).

## التقسيمات الإدارية
- ستاركفيل.